# Opisodasys perotensis
Opisodasys perotensis är en loppart som beskrevs av Alfonso Dampf 1942. Opisodasys perotensis ingår i släktet Opisodasys och familjen fågelloppor. Inga underarter finns listade i Catalogue of Life.